# Лефортово (станция)
Лефо́ртово — узловая железнодорожная станция Малого кольца Московской железной дороги в Москве. Входит в Московско-Курский центр организации работы железнодорожных станций ДЦС-1 Московской дирекции управления движением. По основному характеру работы является промежуточной, по объёму работы отнесена к 4 классу. Ранее была участковой станцией 3 класса. Одна из трёх станций кольца, открытых после запуска МЦК в 2016 году по параграфу грузовых операций.
В границах станции расположены пассажирские платформы Шоссе Энтузиастов и Соколиная Гора, являющиеся остановочными пунктами для электропоездов городской электрички — Московского центрального кольца.
Располагается между Измайловским парком и районом Соколиная гора, а не в современном районе Лефортово. Имеет соответствующее название, так как во время открытия находилась на территории 3-го Лефортовского земского района.
В южной горловине под путями станции проходит шоссе Энтузиастов, над путями — Хордовое кольцо.
От южной горловины станции отходит куст путей в промзону на западе Перова, а также неэлектрифицированная соединительная ветвь на Горьковское направление МЖД — на станцию Кусково (ветвь проходит рядом со станцией Перово Казанского направления, но с ней не связана).

## Архитектура

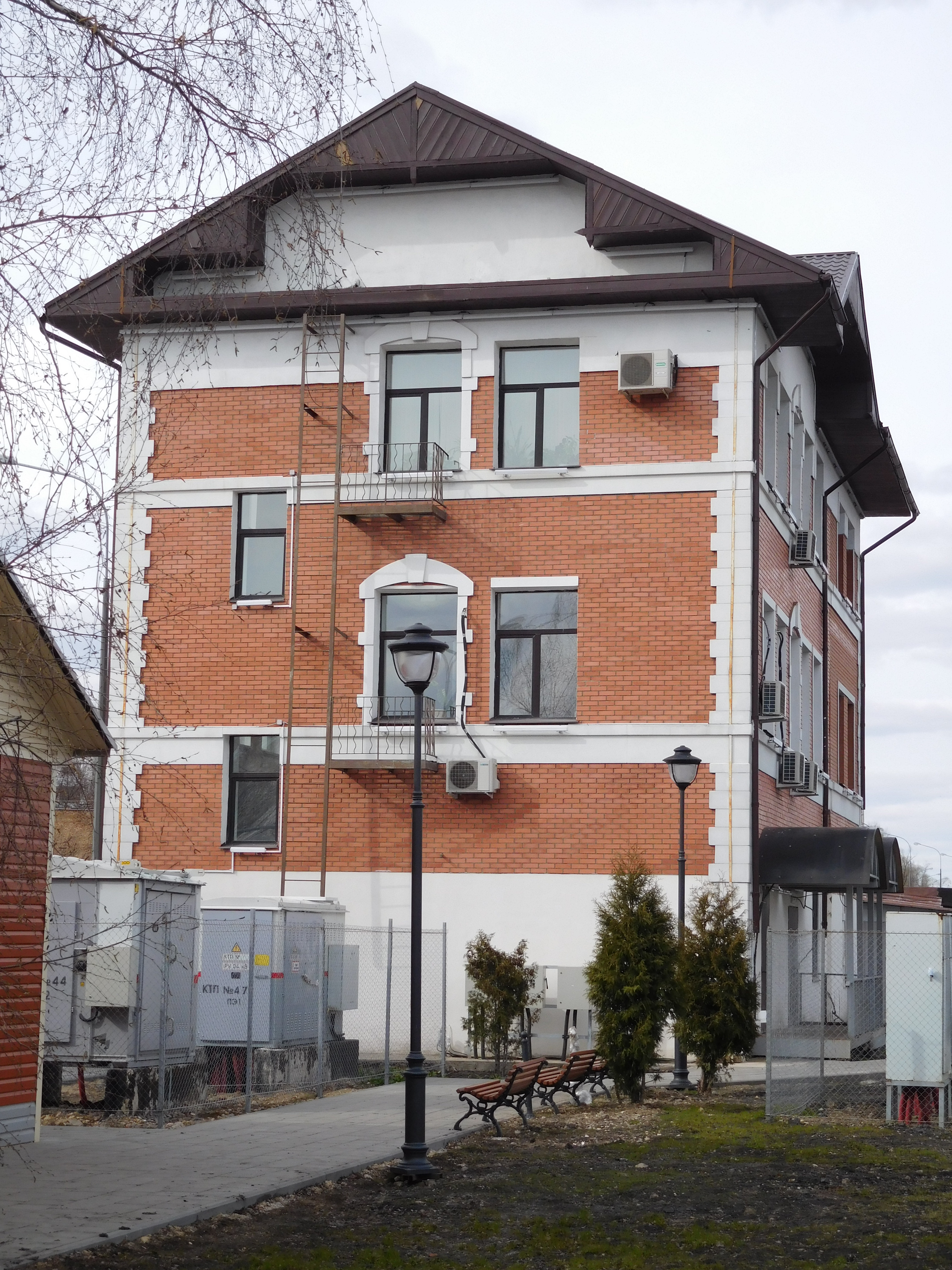
Пост микропроцессорной централизации на станции Лефортово после реставрации, 2017 г.

Сохранились оригинальные здания вокзала, и жилого дома 1908 года. В 2010-х годах в связи со строительством автомобильной развязки была снесена путевая казарма, а затем на станции было выстроено несколько новых зданий по типовым проектам 1908 года. Так как путевое развитие станции изменилось, то они были выстроены не на оригинальных местах.

## Актуальное состояние
В 2017 году имеет 4 главных и 7 приёмоотправочных путей.
Персонал в 2017 году — 8 сотрудников, включая начальника, пять дежурных по станции, двух приёмосдатчиков.
С осени 2010 станция была закрыта на реконструкцию в связи со строительством эстакады Четвёртого транспортного кольца. Малое кольцо МЖД оказалось разорвано, транзитное движение через станцию прекращено. Возобновилось грузовое движение по станции в первом квартале 2013 года.
Основное назначение станции — пропуск пассажирских электропоездов по первому и второму главным путям МЦК, грузовых поездов по третьему главному пути МЦК. Объём собственной грузовой работы — около 200 вагонов в месяц.
Грузовые клиенты в 2017 году — ТЭЦ-11, завод НК «Роснефть», завод ЖБИ №21, Прожекторный завод.
Начальник станции с 1 января 2010 до 2017 года — Сергей Андрюшечкин (р. 8 сентября 1973, Тула). С 2017 года начальник станции — Денис Пригаро.

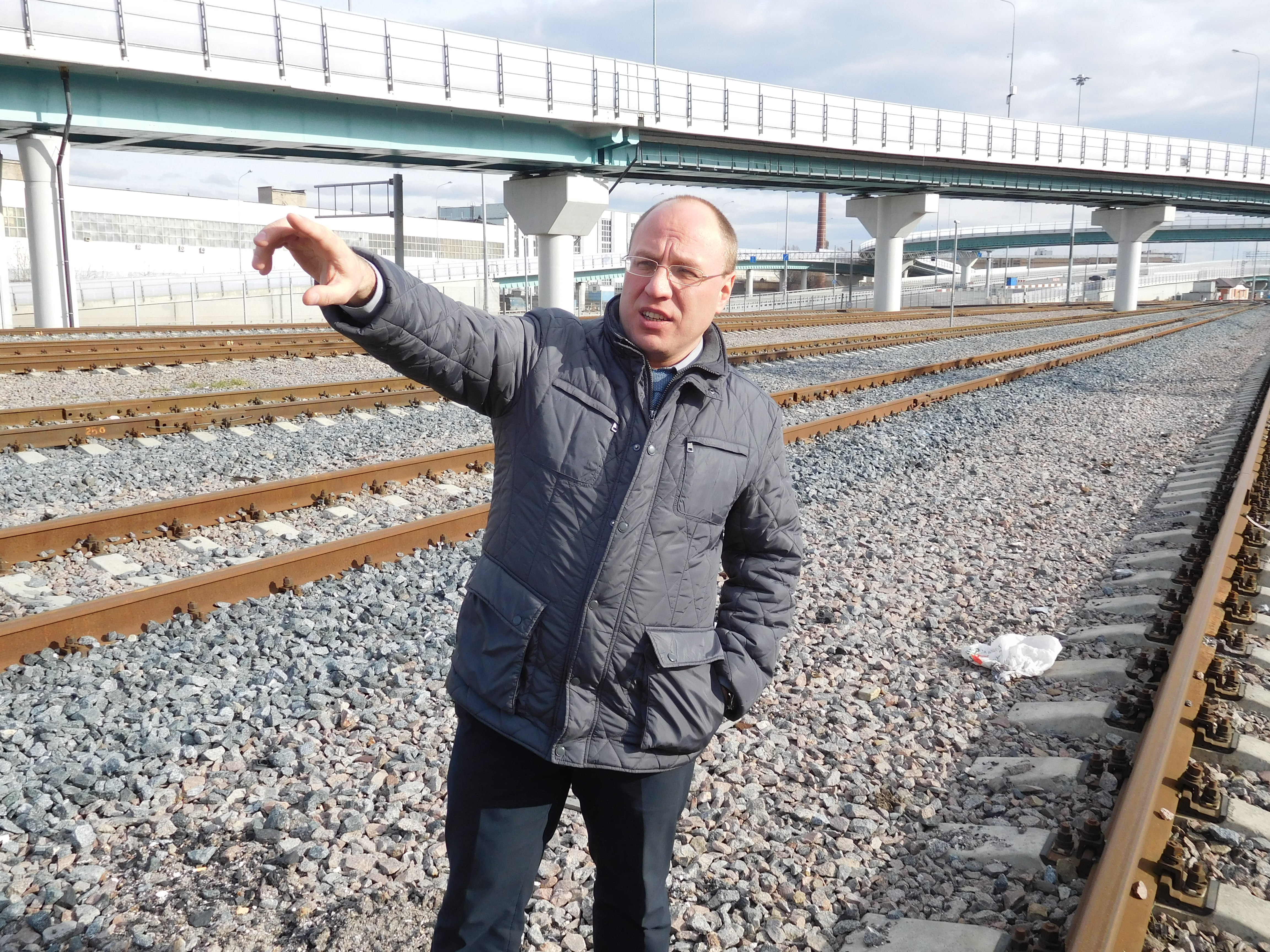
В период масштабной реконструкции Лефортово 2010–2017, когда возник современный облик станции, начальником был Сергей Андрюшечкин

## Примечания

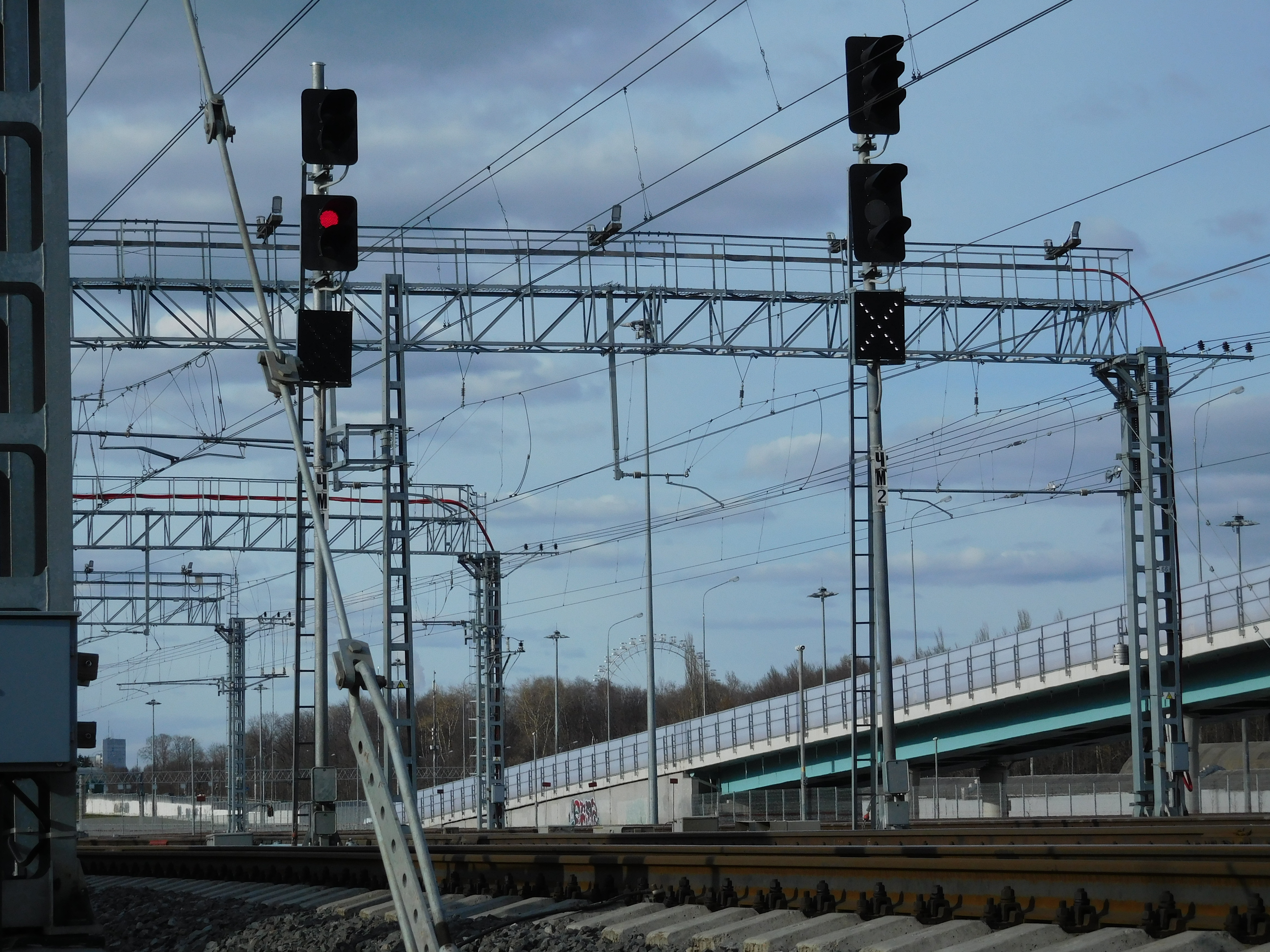
Движение электропоездов МЦК осуществляется по белым крестам на светофорах. Станция Лефортово

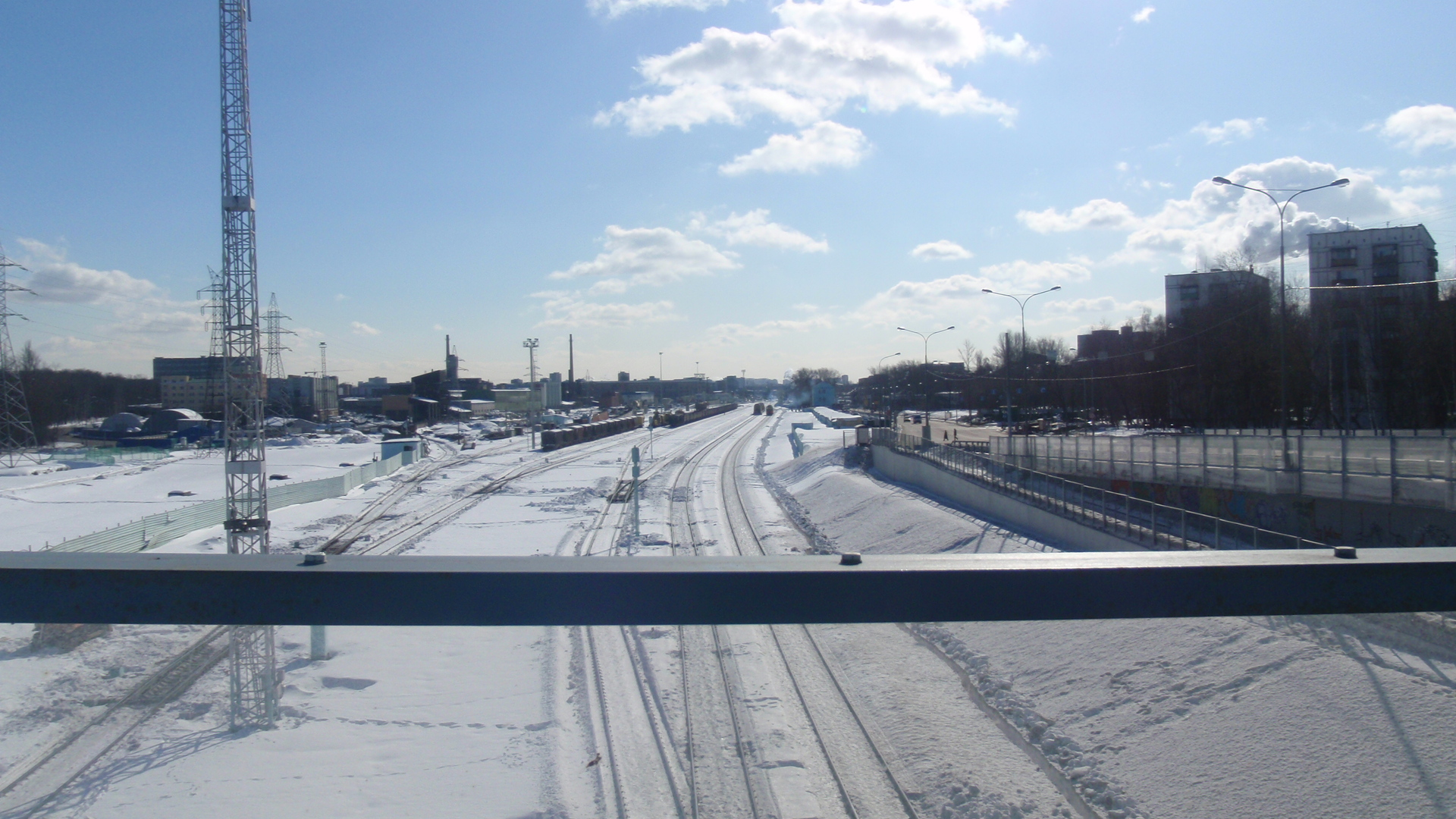
Станция Лефортово до реконструкции